# 815
| 815                |
| ------------------ |
| Dødsfald - Fødsler |
|                    |

| Gregoriansk kalender | 815 DCCCXV              |
| Ab urbe condita      | 1568                    |
| Armensk kalender     | 264 ԹՎ ՄԿԴ              |
| Kinesiske kalender   | 3511 – 3512 甲午 – 乙未 |
| Etiopisk kalender    | 807 – 808               |
| Jødisk kalender      | 4575 – 4576             |
| Hindukalendere       |                         |
| - Vikram Samvat      | 870 – 871               |
| - Shaka Samvat       | 737 – 738               |
| - Kali Yuga          | 3916 – 3917             |
| Iransk kalender      | 193 – 194               |
| Islamisk kalender    | 199 – 200               |

Se også 815 (tal)